# 菅原喜重郎
菅原 喜重郎（すがはら きじゅうろう、1926年11月9日 - 2019年6月26日）は、日本の政治家。衆議院議員（4期）。位階は従四位。

## 略歴
同志社大学神学部卒業。岩手県東磐井郡東山町（現在の一関市）長を経て、1979年の総選挙に当時の岩手2区から出馬するも落選。翌1980年の総選挙でも落選し、民社党に入党して1983年の総選挙で初当選した。しかし民社党が社会党や公明党・社民連との野党連合路線に向かうことに反発し、1992年3月に民社党を離党。自民党入党を目指して加藤六月グループに入るものの、翌1993年の総選挙では自民党の公認を得られぬまま無所属で戦うことを強いられる。定数4の岩手2区は定数を3に削減された上に民社党も独自候補を擁立、自民党を離党して新生党を結成した小沢一郎の大量得票も影響し落選に終わった。
加藤らも新生党に合流するとこれに従い新進党にも参加、1996年の総選挙で新進党の比例東北ブロックに登載されて国政復帰を果たす。新進党解党後は1998年1月の自由党結成に参加し、2000年の総選挙でも比例東北ブロックで再選される。2001年6月、世界平和統一家庭連合による「洗脳」を解こうと努力する家族側の手法を問題視する衆議院質問主意書を提出した。2001年8月、「衆院議員勤続10年をメドと考えていた。今後はライフワークである学術著作に専念したい」として衆議院議員を辞職。世界平和統一家庭連合の関連組織である「世界平和超宗教超国家連合(IIFWP)」では共同議長として活躍した。
2017年4月29日付の春の叙勲で、旭日中綬章を受章。
2019年6月26日、慢性呼吸不全のため、自宅で死去。92歳没。死没日をもって従四位に叙される。

## 政治経歴
- 1979年10月 - 第35回衆議院議員総選挙で旧岩手2区から無所属で立候補、落選。
- 1980年6月 - 第36回衆議院議員総選挙で落選（無所属）。
- 1983年12月 - 民社党に入党。第37回衆議院議員総選挙で初当選。
- 1986年7月 - 第38回衆議院議員総選挙で落選。
- 1990年2月 - 第39回衆議院議員総選挙で当選。2選。
- 1992年3月 - 民社党離党。
- 1993年7月 - 第40回衆議院議員総選挙で落選（無所属）。
- 1996年10月 - 第41回衆議院議員総選挙で比例東北ブロックに新進党公認で立候補、当選。3選。
- 2000年6月 - 第42回衆議院議員総選挙で比例東北ブロックに自由党公認で立候補、当選。4選。
- 2000年7月 - 世界平和超宗教超国家連合の共同議長に就任
- 2001年
  - 1月 - 衆議院懲罰委員会委員長
  - 8月 - 衆議院議員を辞職

## 家族
次女の佐藤奈保美は菅原の公設秘書を務めた後に温泉旅館「かみくら」の女将となり、2012年に実施された第46回衆議院議員総選挙において岩手3区から日本未来の党公認で立候補したが、民主党現職の黄川田徹に敗れ落選した。長男もおり、自身の葬儀で喪主を務めた。